# Panmah Muztagh
Der Panmah Muztagh ist ein Teil des Karakorum-Gebirges. Der flächenmäßig größere Teil liegt in Baltistan, einem Bezirk der autonomen Region Gilgit-Baltistan in Pakistan. Die Grenze zwischen Pakistan und China verläuft über den östlichen Teil der Bergkette.

## Lage
Der Panmah Muztagh liegt im Herzen des Karakorum, nordwestlich des Baltoro Muztagh (das Gebiet der Achttausender des Karakorum), und südöstlich des Hispar Muztagh. Die Hauptkette erstreckt sich vom Westlichen Muztagh-Pass im Südosten nach Norden und biegt dann nach Westen und verläuft bis zum Khurdopinpass im Westen. Der Hauptkette sind im Südwesten die Berge der Ogre- und Latok-Gruppen vorgelagert. Im Südwesten werden sie durch den Biafogletscher von den Spantik-Sosbun-Bergen getrennt. Richtung Norden trennen der Skamrigletscher und der Braldugletscher den Panmah Muztagh von den Wesm-Bergen. Der Nobande-Sobande-Gletscher im Norden und der südwestlich gelegene Choktoigletscher liegen innerhalb des Gebirgszugs. Sie vereinigen sich zum Panmahgletscher. Der Chiringgletscher fließt vom Westlichen Mustagh-Pass zum Nobande-Sobande-/Panmah-Gletscher und stellt die Grenze zwischen Panmah und Baltoro Muztagh dar.

## Berge und Gipfel des Panmah Muztagh
Die höchsten Berge der Kette sind im Vergleich zu anderen Teilen des Karakorums nicht besonders hoch, zeichnen sich aber im Vergleich zu den Gipfeln der Umgebungsbereiche durch ungewöhnliche Klippen-Gipfel aus.
Besonders der höchste Berg des Panmah Muztagh, der 7285 Meter hohe Baintha Brakk (Ogre), gilt als einer der schwierigsten Berge der Welt und wurde erst zwei Mal bestiegen. Die Berge der nahe gelegenen Latok-Gruppe sind von ähnlicher Schwierigkeit.  Beide Gruppen liegen auf der Nordostseite des langen Biafo-Gletschers.
Karpogo Sar und Changtok Sar, zwei weitere hohe Berge des Panmah Muztagh, liegen innerhalb der Hauptkette, nördlich des Chiring-Gletschers.
| Berg                       | Höhe   | Schartenhöhe | Bezug           | Erstbesteigung | Besteigungen |
| -------------------------- | ------ | ------------ | --------------- | -------------- | ------------ |
| Baintha Brakk (Ogre)       | 7285 m | 1891 m       | Distaghil Sar   | 13.07.1977     | 2            |
| Latok I                    | 7145 m | 1495 m       | Baintha Brakk   | 19.07.1979     | 1            |
| Karpogo Sar I (Kezhen)     | 7038 m | 1578 m       | Huang Guan Shan | 19.07.1994     |              |
| Changtok Sar I             | 6972 m | 702 m        | Karpogo Sar I   | 24.07.1994     |              |
| Baintha Brakk II (Ogre II) | 6960 m | 1180 m       | Ogre            | 16.07.1983     |              |
| Latok III                  | 6949 m | 699 m        | Latok I         | 15.07.1979     |              |

Der 7108 Meter hohe Latok II wird wegen einer Schartenhöhe von 428 Metern als Nebengipfel des Latok I geführt.